# LHX9
LHX9 (англ. LIM homeobox 9) – білок, який кодується однойменним геном, розташованим у людей на короткому плечі 1-ї хромосоми.  Довжина поліпептидного ланцюга білка становить 397 амінокислот, а молекулярна маса — 43 976.
| 10         |  | 20         |  | 30         |  | 40         |  | 50         |
| ---------- |  | ---------- |  | ---------- |  | ---------- |  | ---------- |
| MEIVGCRAED |  | NSCPFRPPAM |  | LFHGISGGHI |  | QGIMEEMERR |  | SKTEARLAKG |
| AQLNGRDAGM |  | PPLSPEKPAL |  | CAGCGGKISD |  | RYYLLAVDKQ |  | WHLRCLKCCE |
| CKLALESELT |  | CFAKDGSIYC |  | KEDYYRRFSV |  | QRCARCHLGI |  | SASEMVMRAR |
| DSVYHLSCFT |  | CSTCNKTLTT |  | GDHFGMKDSL |  | VYCRAHFETL |  | LQGEYPPQLS |
| YTELAAKSGG |  | LALPYFNGTG |  | TVQKGRPRKR |  | KSPALGVDIV |  | NYNSGCNENE |
| ADHLDRDQQP |  | YPPSQKTKRM |  | RTSFKHHQLR |  | TMKSYFAINH |  | NPDAKDLKQL |
| AQKTGLTKRV |  | LQVWFQNARA |  | KFRRNLLRQE |  | NGGVDKADGT |  | SLPAPPSADS |
| GALTPPGTAT |  | TLTDLTNPTI |  | TVVTSVTSNM |  | DSHESGSPSQ |  | TTLTNLF    |

A: Аланін

C: Цистеїн

D: Аспарагінова кислота

E: Глутамінова кислота

F: Фенілаланін

G: Гліцин

H: Гістидин

I: Ізолейцин

K: Лізин

L: Лейцин

M: Метіонін

N: Аспарагін

P: Пролін

Q: Глутамін

R: Аргінін

S: Серин

T: Треонін

V: Валін

W: Триптофан

Задіяний у такому біологічному процесі як альтернативний сплайсинг. 
Білок має сайт для зв'язування з іонами металів, іоном цинку, ДНК. 
Локалізований у ядрі.